# Allobates marchesianus
Allobates marchesianus е вид земноводно от семейство Aromobatidae. Видът е незастрашен от изчезване.

## Разпространение
Разпространен е в Бразилия, Венецуела, Колумбия и Перу.

## Описание
Популацията на вида е стабилна.